# Fiqh
Fiqh (arabsko فقه) je naziv za islamsko pravo, ki je sestavljeno iz fatev, ki jih izdajo uleme kot navodila za življenje muslimanov. Je del islamskih študij.

## Področja
- Islamsko ekonomsko pravo
- Islamsko politično pravo
- Islamsko poročno pravo
- Islamsko kazensko pravo
- Islamsko pravo o obnašanju
- Islamsko teološko pravo
- Islamsko vojno pravo